# Droga nr 93 (Islandia)
Droga 93 (isl. Þjóðvegur 93) – droga na Islandii. Łączy miasto Egilsstaðir z portem w Seyðisfjörður, jedynym morskim przejściem granicznym kraju. Droga umożliwia przypływającym na wyspę promem dojazd do okrążającej Islandię drogi nr 1.
Nawierzchnia na całej długości drogi wykonana jest z asfaltu.

## Ważniejsze miejscowości leżące przy drodze 93
- Egilsstaðir
- Seyðisfjörður